# Movimento de independência do Alasca

O Alasca nos EUA.

O Movimento de independência do Alasca (em inglês:  Alaskan independence movement) é um movimento político que defende a separação e independência do Alasca dos Estados Unidos. O Alasca é um dos cinquenta Estados dos Estados Unidos da América desde 1959. O status legal do Alasca dentro dos Estados Unidos tem sido contestado às vezes, mais recentemente por um movimento lançado por Joe Vogler e o Partido da Independência do Alasca. Geralmente, o debate envolveu o status legal do Alasca em relação aos Estados Unidos e sua posição internacional.

## Antecedentes

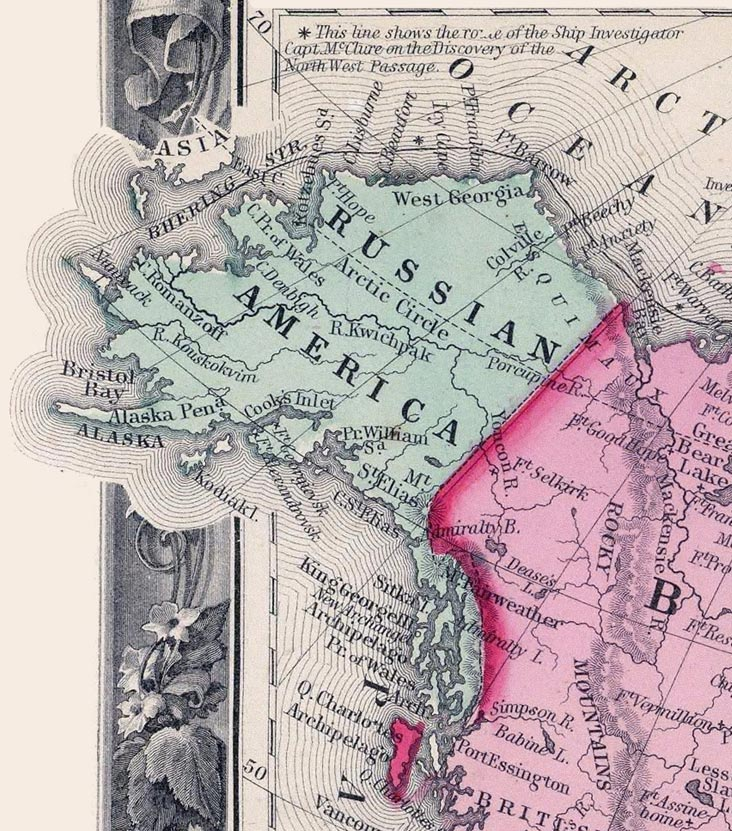
América Russa (1860)

O Alasca tornou-se território dos Estados Unidos em 1867, quando foi comprado do Império Russo. Eventos no séc. XX, como a Segunda Guerra Mundial e a Guerra Fria, levaram à decisão de admitir o Alasca como um Estado. O presidente norte-americano Dwight D. Eisenhower assinou a Lei do Estado do Alasca em 7 de julho de 1958, que abriu caminho para a admissão do Alasca na União em 3 de janeiro de 1959.
A votação para o Estado foi realizada em 1958. Os eleitores aprovaram a medida por uma margem de 6 a 1. O comitê de descolonização das Nações Unidas posteriormente removeu o Alasca da lista das Nações Unidas de territórios não autônomos.
O debate é considerado por alguns como semelhante ao discurso acadêmico discutido por vários outros grupos ativistas nos Estados Unidos, principalmente argumentos sobre o status legal do Havaí e o status legal do Texas. A situação mais se assemelha à do Havaí, já que o voto de Estado havaiano também não tinha uma opção de independência.

## História
Joe Vogler começou a discutir sobre a validade da votação do estado em 1973. No início daquele ano, ele começou a circular uma petição buscando apoio para a separação do Alasca dos Estados Unidos. A revista Alaska publicou um artigo na época em que Vogler afirmava ter reunido 25.000 assinaturas em três semanas.
Durante a década de 1970, Vogler fundou o Alaskan Independence Party -  AIP (Partido da Independência do Alasca) e o Alaskans For Independence - AFI. O AIP e o AFI, como Vogler explicou, pretendiam funcionar como entidades estritamente separadas, o AIP principalmente para explorar se o voto de 1958 dos alasquianos que autorizava a criação de um Estado era legal e o AFI principalmente para buscar ativamente a secessão do Alasca dos Estados Unidos.
Durante a década de 2010, alguns grupos russos defenderam o retorno de todo ou parte do Alasca à Rússia (que já controlou o território como a América Russa). Em 2013, um grupo ortodoxo russo ultraconservador, o Pchyolki ("Abelhinhas"), argumentou que o apoio do presidente Obama ao casamento gay invalidava a venda original, uma vez que "vemos como nosso dever proteger o direito [dos ortodoxos do Alasca] praticar livremente sua religião, que não permite tolerância ao pecado”. Em 2014, o prefeito de Yakutsk citou documentos do séc. XIX que concederam a propriedade da Ilha Spruce à Igreja Ortodoxa Russa "para a eternidade". (A Ilha Spruce era o lar de Germano do Alasca, um missionário para os nativos do Alasca que é um dos santos cristãos ortodoxos mais amados.)
Reportagens da mídia americana interpretaram as palavras do prefeito de Yakutsk como uma afirmação de que a Ilha Spruce ainda pertencia à Rússia, não aos Estados Unidos. Também poderia ser interpretado como afirmando que a Igreja Russa deveria possuir a ilha sob a lei dos EUA. O Governo russo não reivindica a Ilha Spruce, nem a Igreja Ortodoxa Russa, que cedeu seu controle administrativo sobre os locais sagrados do Alasca quando concedeu autocefalia à Igreja Ortodoxa na América em 1970.